# Пряжа (посёлок городского типа)
Пря́жа (карел. Priäžä, Priäžy; фин. Prääsä) — посёлок городского типа, административный центр Пряжинского городского поселения и Пряжинского национального муниципального района Республики Карелия в России.
Население — 2984 чел. (2023).

## География
Посёлок расположен на берегу озера Пряжинское, в 49 километрах к юго-западу от Петрозаводска, на автодороге Р21 (E 105) Санкт-Петербург — Кола, близ реки Шуи.

## История
Впервые в письменных источниках поселение на Пряже озере упоминается в XVI веке.
Военные походы шведов, именуемых в старых российских источниках не иначе как «немецкими людьми», на территорию Карелии совсем не были редкостью на последнем этапе Ливонской войны (1558—1583).
Собственно название «Пряжа» в описательном именовании зафиксировано в писцовой книге Заонежской половины Обонежской пятины 1582—1583 годов: «Деревня на Пряже озере: Нестер Кирлов, бобыль Онофрейко Ондреев, Васки Юрьева, Кости Иванова, Демы Лукина, Иванка Павлова, дворы пожгли и крестьян побили немецкие люди. Пашни перелогом семнадцать чети без треника в поле, а в дву по тому ж, сена двадцать пять копен. В пустее две обжи без трети».
В XVII веке в Писцовой книге, составленной Петром Воейковым и дьяком Иваном Льговским в 1616—1619 годы указана «деревня Пряжа, или Павлово на Пряже озере».
Спустя двадцать лет, в середине 1640-х годов, прибывшая в Карелию группа писцов во главе с Иваном Писемским и Ларионом Суминым зафиксировала уже не одну, а три деревни: собственно: «Пряжу на Пряже озере», а также «Павлово на Пряже озере» и «Пахомово на Пряже озере».
В СМИ озвучивалась ошибочная версия, что название посёлок получил благодаря Петру I, который воцарился лишь в 1689 году. Якобы царь проезжал в этих местах и обратил внимание на извилистую дорогу, вдоль которой стояли маленькие домики, сказав: «Будто пряжа вьётся!».
В начале XVIII века здесь основали своё поселение крестьяне Сямозерской и Святозерской волостей, приписанные к Олонецким горным заводам. Они занимались лесозаготовками, обжигом древесного угля, добычей озёрной железной руды.
8 сентября 1935 года постановлением Карельского ЦИК в Пряже была закрыта церковь.
В годы Советско-финской войны (1941—1944) Пряжа была оккупирована Финляндией и называлась Теру (фин. Teru).
Статус посёлка городского типа — с 1962 года. День посёлка празднуется 5 июня.
14 октября 2001 года в Пряже был открыт новый храм Покрова Пресвятой Богородицы. 12 июня 2009 состоялось торжественное открытие отдела ЗАГС Пряжинского района в новом помещении.

## Население
| 1939  | 1959  | 1970  | 1979  | 1989  | 2002  | 2009  | 2010  | 2012  |
| ----- | ----- | ----- | ----- | ----- | ----- | ----- | ----- | ----- |
| 1898  | ↗2519 | ↗4112 | ↗4809 | ↘4421 | ↘4269 | ↘4134 | ↘3675 | ↘3649 |
| 2013  | 2014  | 2015  | 2016  | 2017  | 2018  | 2019  | 2020  | 2021  |
| ↘3565 | ↘3555 | ↘3542 | ↘3538 | ↘3524 | ↘3476 | ↗3487 | ↘3452 | ↘2979 |
| 2023  |       |       |       |       |       |       |       |       |
| ↗2984 |       |       |       |       |       |       |       |       |

Посёлок расположен в северной части этнического расселения карел-ливвиков. В ходе финского наступления в период Великой Отечественной войны русское население вынуждено было покидать Карелию. Численность жителей Пряжи в 1941 году составляла 1500 человек, среди которых преобладали карелы. В послевоенные годы в Пряже, как и во всём Пряжинском районе, по-прежнему большую долю населения составляли карелы — до 42 %.
По итогам переписи населения 2020 года проживали следующие национальности (национальности менее 0,1 % и другое, см. в сноске к строке «Другие»):
| Национальность | Численность, чел. | Доля     |
| -------------- | ----------------- | -------- |
| Русские        | 2074              | 69,62 %  |
| Карелы         | 576               | 19,34 %  |
| Белорусы       | 53                | 1,78 %   |
| Цыгане         | 40                | 1,34 %   |
| Украинцы       | 38                | 1,28 %   |
| Финны          | 34                | 1,14 %   |
| Вепсы          | 17                | 0,57 %   |
| Поляки         | 5                 | 0,17 %   |
| Узбеки         | 4                 | 0,13 %   |
| Таджики        | 4                 | 0,13 %   |
| Немцы          | 4                 | 0,13 %   |
| Молдаване      | 3                 | 0,10 %   |
| Литовцы        | 3                 | 0,10 %   |
| Другие         | 124               | 4,17 %   |
| Итого          | 2979              | 100,00 % |

## Климат
- Среднегодовая температура воздуха — 2,7 °C.
- Относительная влажность воздуха — 77,2 %.
- Средняя скорость ветра — 3,0 м/с.

| Показатель                            | Янв.  | Фев. | Март | Апр. | Май | Июнь | Июль | Авг. | Сен. | Окт. | Нояб. | Дек. | Год |
| ------------------------------------- | ----- | ---- | ---- | ---- | --- | ---- | ---- | ---- | ---- | ---- | ----- | ---- | --- |
| Средняя температура, °C               | −10,2 | −9,4 | −4,8 | 1,7  | 9,0 | 14,5 | 17,0 | 14,3 | 9,1  | 3,2  | −4,4  | −8,8 | 2,7 |
| Источник: NASA. База данных RETScreen |       |      |      |      |     |      |      |      |      |      |       |      |     |

## Местное самоуправление

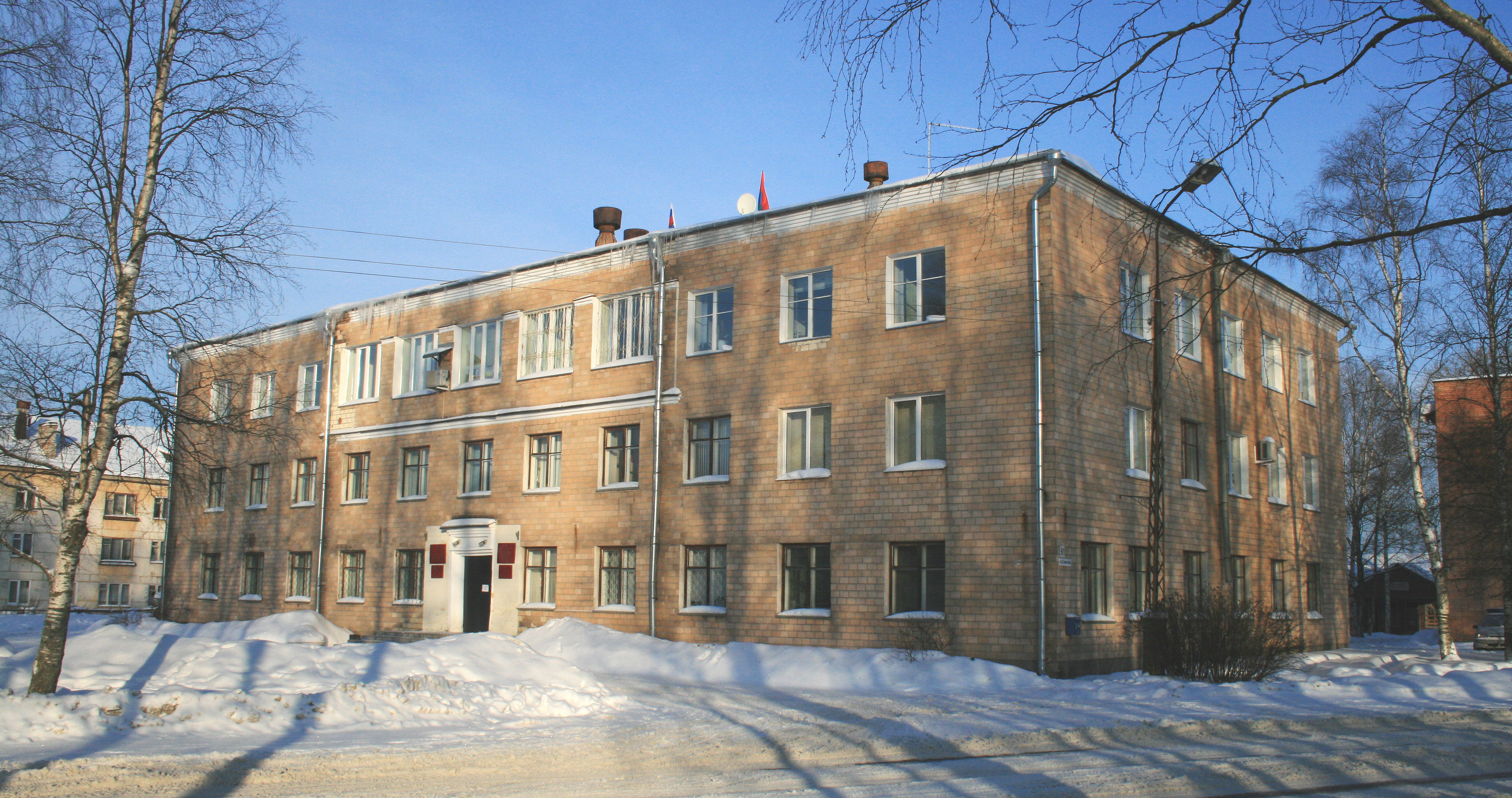
Здание Администрации и Совета Пряжинского района, Советская ул., д. 61

В Пряже находятся администрация и совет Пряжинского национального муниципального района, а также администрация Пряжинского городского поселения.

## Экономика
Основа экономики посёлка — лесозаготовки и деревообработка, работает завод по переработке ягод. В округе развито сельскохозяйственное производство (картофель, рожь, ячмень; животноводство). Всё большее распространение получает туризм, с 2009 года работает гостиница «Пряжа».
С 1990 года работает ЗАО «Пряжинское», занимающееся производством пушнины. Племенной репродуктор по разведению норки американской породы пастель. Также компания занимается производством и переработкой молока и мяса, хлебопечением, торговлей, лесозаготовительной и лесоперерабатывающей деятельностью, кормопроизводством. Владеет ремонтной мастерской, хлебозаводом, 2 магазинами. На племенном заводе «Пряжинский» выращивают домашних быков айрширской породы.
Осенью 2017 года в ЗАО «Пряжинское» произошла массовая гибель от голода коров, норок и лис.

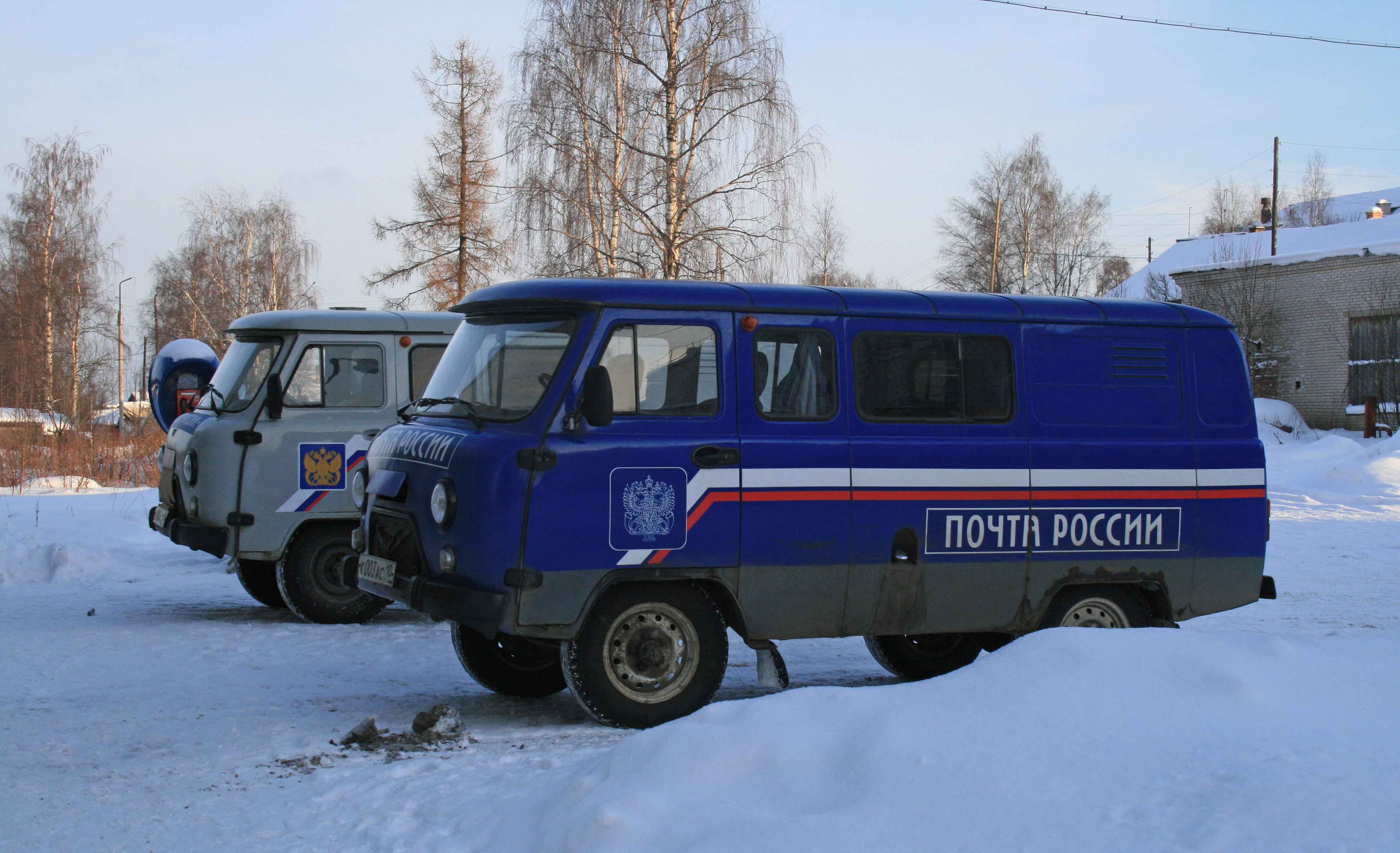
Автомобили «Почты России»

Пряжинское почтовое отделение относится к управлению федеральной почтовой службы Республики Карелия ФГУП «Почта России». Стационарную телефонную связь обеспечивает Карельский филиал ОАО «Северо-Западный Телеком». Услуги сотовой связи предоставляют компании: «Tele2», «Мегафон», «Билайн» и «МТС».
Строится водопровод.

## Транспорт

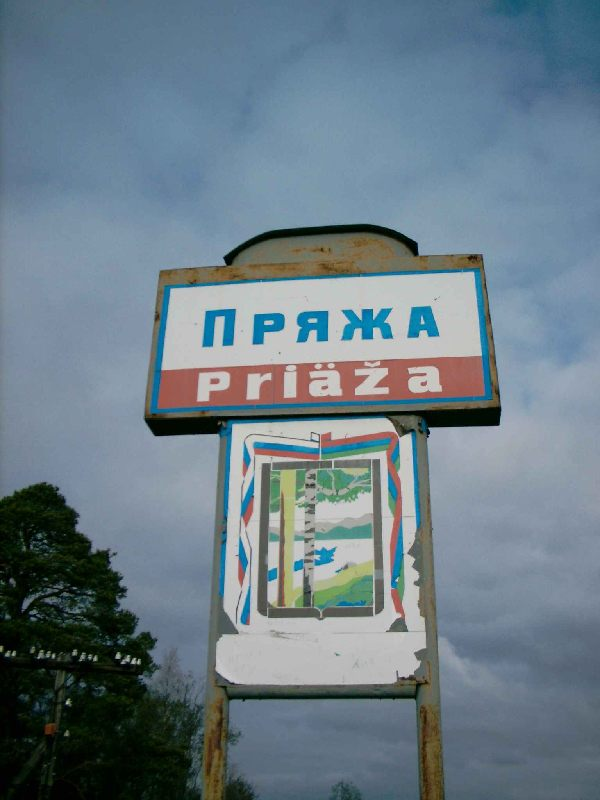
Указатель

Вдоль западной границы посёлка проходит федеральная автодорога Р21 (Кола).
В посёлке начинается отсчёт километров автодороги федерального значения А121 (Сортавала). Действует автовокзал и ежедневное автобусное сообщение с Петрозаводском, Санкт-Петербургом и Сортавалой.

## Культура
В посёлке действует краеведческий музей, демонстрирующий несколько постоянных экспозиций: «Музыкальное искусство и фольклор Карелии», где представлены русские былины, записанные в Заонежье и Поморье, карельские и финские руны «Калевалы»; демонстрируются самобытные музыкальные инструменты (пастушьи рожки, кантеле, трубы), портреты сказителей, иллюстрации; а также экспозиций о герое Советского Союза М. В. Мелентьевой. С 2012 года действует этнокультурный центр «Elämä» («Жизнь»).
Работают средняя общеобразовательная школа, школа искусств Пряжинского района (с 1985 года).

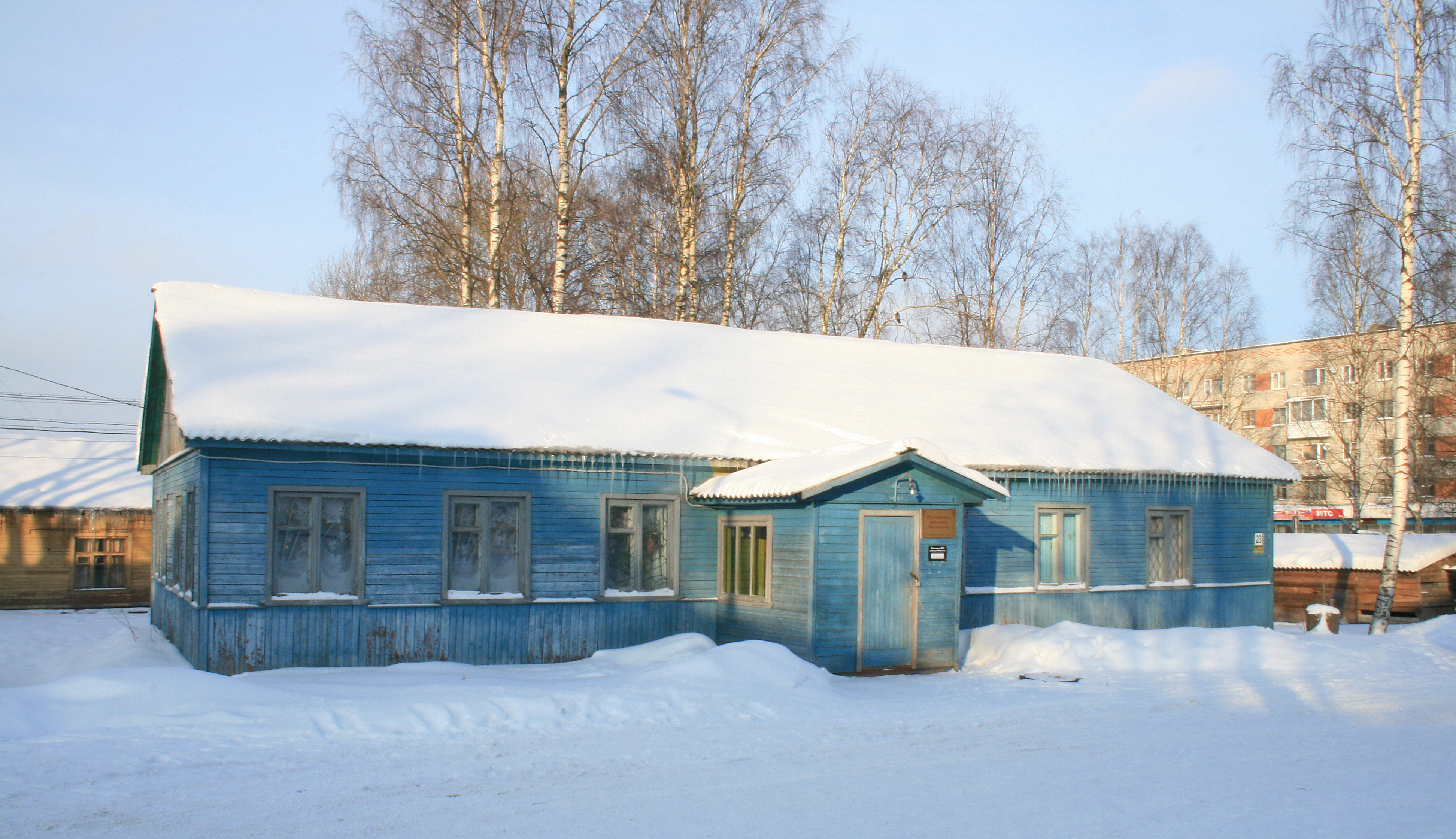
Пряжинская центральная районная библиотека

В посёлке две библиотеки, входящие в МУ «Пряжинская централизованная библиотечная система»: центральная районная и районная детская. Ежегодно в Пряже проводятся ярмарки народных ремесел. Организованные здесь ансамбли народной музыки и танца выступают с концертами на различных праздниках.
В Пряжинском районе проводятся этапы Кубка мира по ездовому спорту, работает ездовой спортивно-туристический центр и крупнейший в России питомник спортивных ездовых собак.

## Здравоохранение

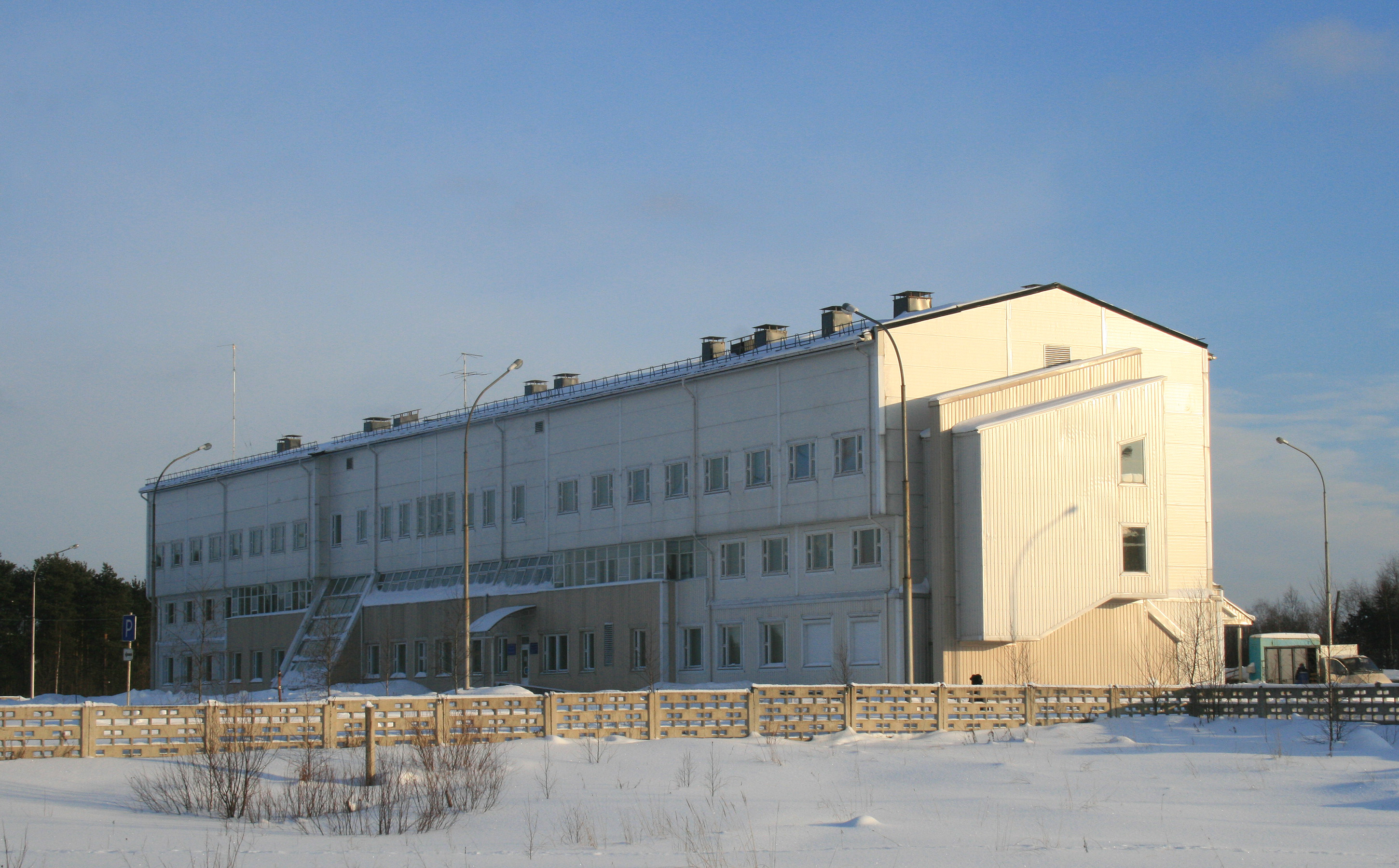
Пряжинский филиал Республиканской больницы им. В. А. Баранова

В посёлке находится Пряжинская центральная районная поликлиника. В 2005 году в Пряже был открыт филиал государственного учреждения здравоохранения «Республиканская больница им. В. А. Баранова» с центром восстановительного лечения.
Стационарные отделения больницы:
- отделение патологии речи и нейрореабилитации на 60 коек;
- терапевтическое на 30 коек;
- хирургическое на 22 койки с операционным блоком и палатой реанимации и интенсивной терапии.

## Известные уроженцы
- Зайцев, Иван Ульянович (1837—1909) — общественный деятель, городской голова Петрозаводска.
- Мелентьева, Мария Владимировна (1924—1943) — партизанка, Герой Советского Союза.

## Памятники истории
- Братская могила сельских активистов и советских воинов[44]. В братской могиле захоронено 880 человек[45].
- Памятник Герою Советского Союза, партизанке М. В. Мелентьевой. Бронзовый бюст открыт 28 июня 1964 года (скульптор Л. Ф. Лангинен)[45].
- Могила неизвестного советского лётчика на 8-м км шоссе Пряжа — Петрозаводск[45].

## Улицы посёлка
В центре посёлка сохранилось несколько улиц с исторической планировкой и застройкой. Перечень улиц посёлка:

| - Береговая улица - Улица Гагарина - Гористая улица - Улица Горького - Дачная улица - Заречная улица - Зелёная улица - Улица Калинина - Коммунальная улица - Комсомольская улица - Лесная улица | - Улица Марии Мелентьевой - Молодёжная улица - Набережная улица - Новая улица - Озёрная улица - Октябрьская улица - Парковая улица - Первомайская улица - Петрозаводский переулок - Речная улица - Садовая улица | - Улица Свердлова - Северная улица - Слободская улица - Советская улица - Советский переулок - Совхозная улица - Сосновая улица - Строительная улица - Хвойная улица - Школьная улица |

## Фотографии

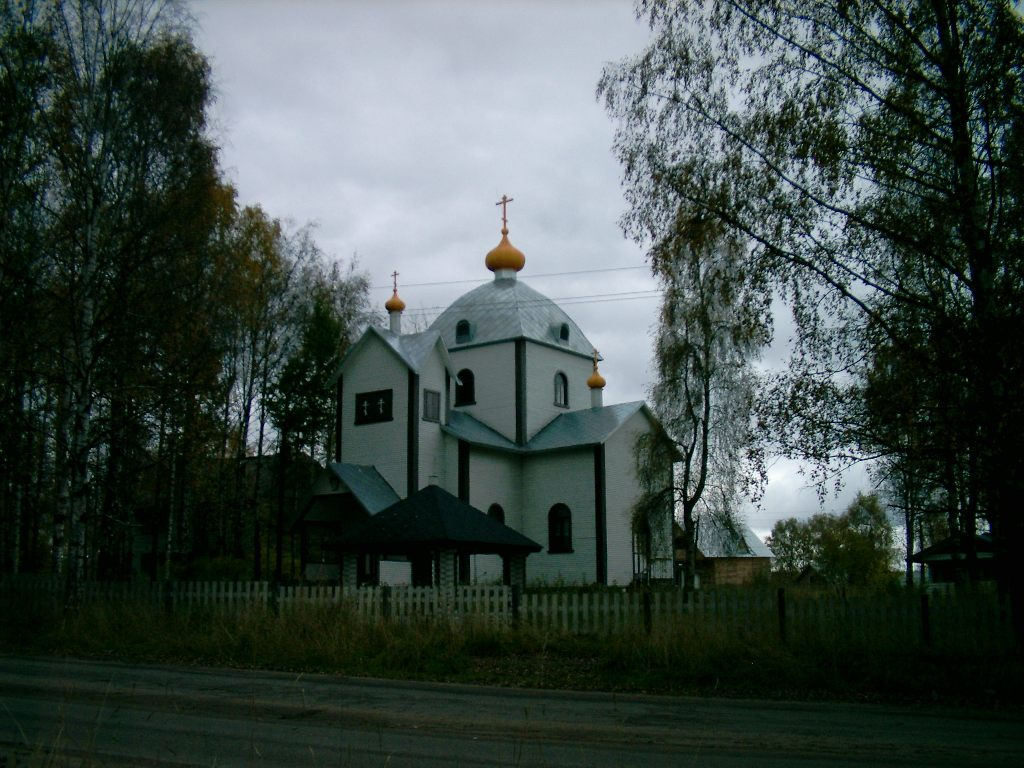
Храм во имя Покрова Божией Матери
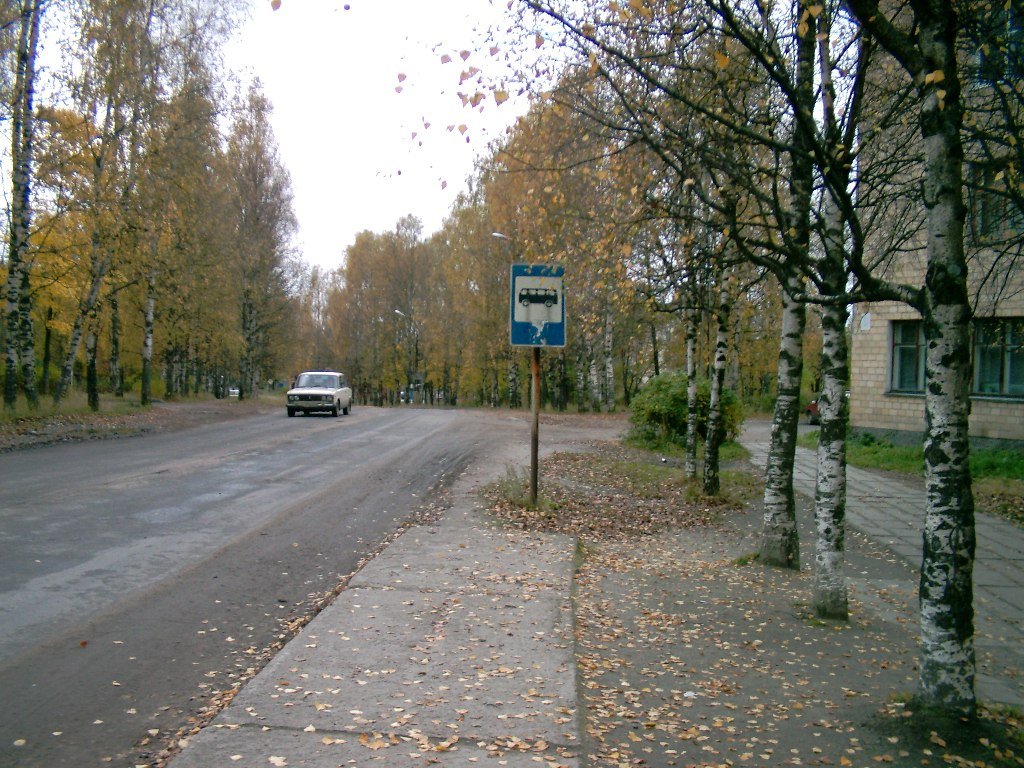
Улица в посёлке
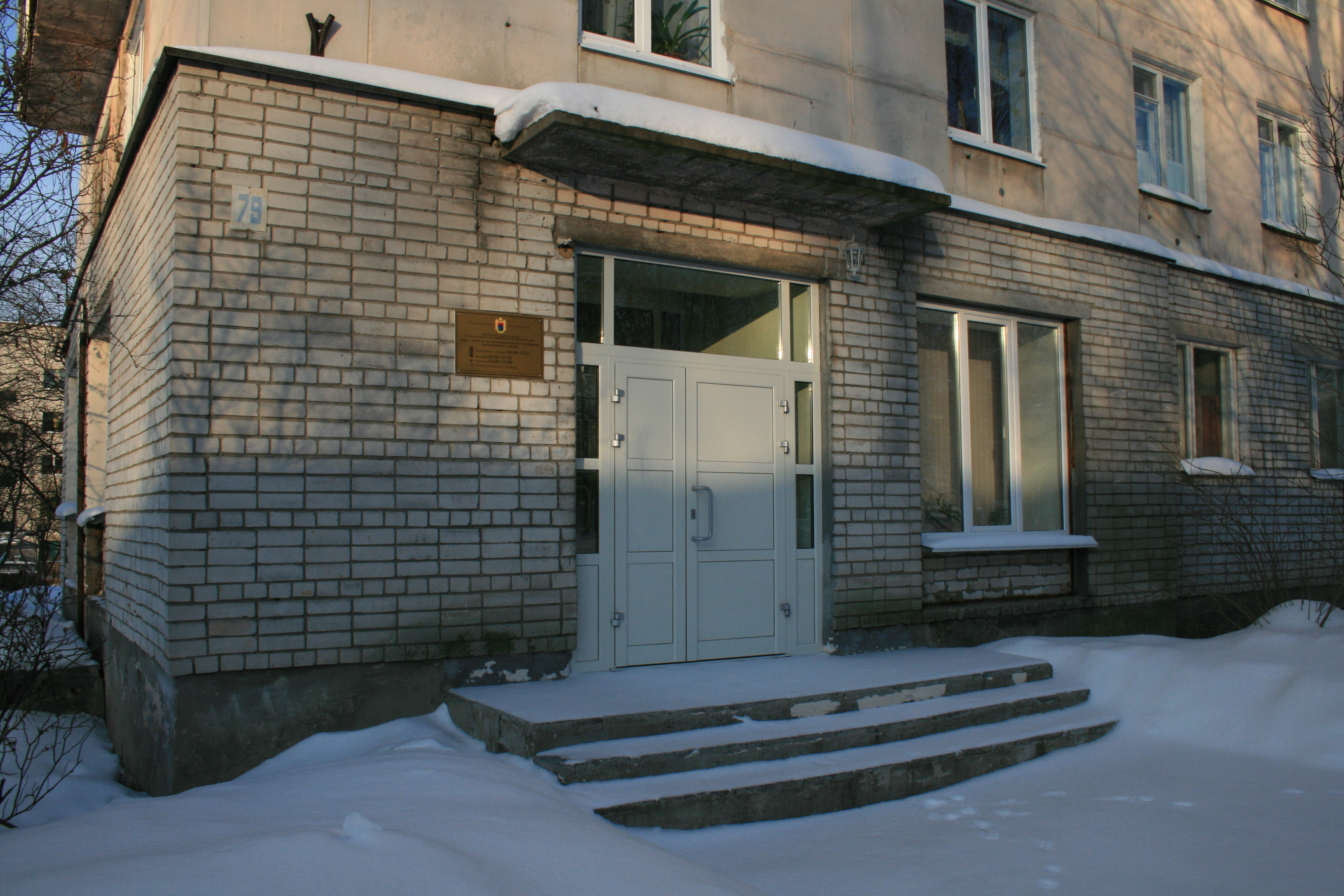
ЗАГС Пряжинского района